# Макортівське водосховище
Мако́ртівське водосхо́вище — водосховище в Україні, у долині річки Саксагань, її верхній течії, біля Кривого Рогу. Площа водосховища сягає понад 13,3 км².

## Загальні дані
Водосховище розташоване за адміністративно-територіальними межами Кривого Рогу, у Кам'янському та Криворізькому районах Дніпропетровської області. Є одним із джерел водопостачання Кривого Рогу. Вода використовується для зрошення земель, промислового та побутового використання, ведення рибопромислу.
Макортівське водосховище створене 1958 р. Об'єм становить 57,9 млн м³, річна корисна водовіддача — 17 млн м³. Площа — 13,3 км². Довжина 57 км, середня ширина — до 300 м. Середня глибина становить 4,3 м, максимальна — 32,5 м.

## Використання
Використовується для питного водопостачання міста П'ятихатки, а також для промислового водопостачання та зрошення сільськогосподарських земель Кам'янського та Криворізького районів. Частково використовуються криворіжцями в рекреаційних цілях (відпочинок, риболовля).